# 法然

せいし丸さま
（知恩院）

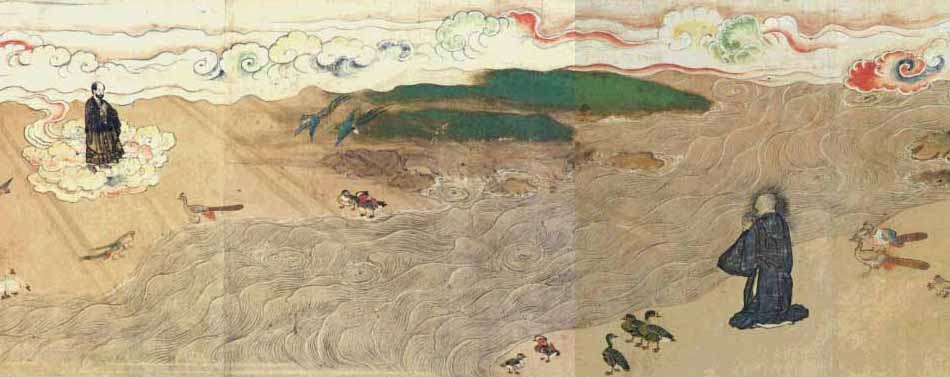
法然上人絵伝

法然（ほうねん）は、平安時代末期から鎌倉時代初期の日本の僧である。はじめ山門（比叡山）で天台宗の教学を学び、承安5年（1175年）、専ら阿弥陀仏の誓いを信じ「南無阿弥陀仏」と念仏を唱えれば、死後は平等に往生できるという専修念仏の教えを説き、後に日本浄土宗の宗祖と仰がれた。法然は房号で、諱は源空、幼名を勢至丸、通称は黒谷上人、吉水上人とも。
諡号は、慧光菩薩・華頂尊者・通明国師・天下上人無極道心者・光照大士である。
大師号は、500年遠忌の行なわれた正徳元年（1711年）以降、50年ごとに天皇より加諡され、平成23年（2011年）現在、円光大師、東漸大師、慧成大師、弘覚大師、慈教大師、明照大師、和順大師、法爾大師の８つであり、この数は日本史上最大である。
『選択本願念仏集』（『選択集』）を著すなど、念仏を体系化したことにより、日本における称名念仏の元祖と称される。
浄土宗では、善導を高祖とし、法然を元祖と崇めている。
浄土真宗では、法然を七高僧の第七祖として崇め、法然聖人／法然上人、源空聖人／源空上人と敬称し、元祖と位置付ける。親鸞は『正信念仏偈』や『高僧和讃』などにおいて、法然のことを「本師源空」や「源空聖人」「よきひと」と称し、師事できたことを生涯の喜びとした。

## 生涯

### 生い立ちと出家・授戒
長承2年（1133年）4月7日、美作国久米（現在の岡山県久米郡久米南町）の押領使、漆間時国と、母秦氏君（はたうじのきみ）清刀自との子として生まれる。生誕地は、誕生寺（出家した熊谷直実が建立したとされる）になっている。
『四十八巻伝』（勅伝）などによれば、保延7年（1141年）9歳のとき、土地争論に関連し、明石源内武者貞明が父に夜討をしかけて殺害してしまうが、その際の父の遺言によって仇討ちを断念し、菩提寺の院主であった、母方の叔父の僧侶・観覚のもとに引き取られた。その才に気づいた観覚は、出家のための学問を授け、当時の仏教の最高学府であった比叡山での勉学を勧めた。
その後、天養2年（1145年）、比叡山延暦寺に登り、源光に師事した。源光は自分ではこれ以上教えることがないとして、久安3年（1147年）に同じく比叡山の皇円の下で得度し、天台座主行玄を戒師として授戒を受けた。
久安6年（1150年）、皇円のもとを辞し、比叡山黒谷別所に移り、叡空を師として修行して戒律を護持する生活を送ることになった。「年少であるのに出離の志をおこすとはまさに法然道理の聖である」と叡空から絶賛され、このとき、18歳で法然房という房号を、源光と叡空から一字ずつとって源空という諱（名前）も授かった。したがって、法然の僧としての正式な名は法然房源空である。法然は「智慧第一の法然房」と称され、保元元年（1156年）には京都東山黒谷を出て、清凉寺（京都市右京区嵯峨）に七日間参篭し、そこに集まる民衆を見て衆生救済について真剣に深く考えた。そして醍醐寺（京都市伏見区醍醐東大路町）、次いで奈良に遊学し、法相宗、三論宗、華厳宗の学僧らと談義した。
これに対して『法然上人伝記』（醍醐寺本）「別伝記」では、観覚に預けられていた法然は15歳になった久安3年（1147年）に、父と師に対して比叡山に登って修行をしたい旨を伝え、その際父から「自分には敵がいるため、もし登山後に敵に討たれたら後世を弔うように」と告げられて送り出された。その後、比叡山の叡空の下で修行中に父が殺害されたことを知ったとされる。また、法然の弟子の弁長が著した『徹選択本願念仏集』（巻上）の中に師法然の法言として「自分は世人（身内）の死別とはさしたる因縁もなく、法爾法然と道心を発したので師（叡空）から法然の号を授けられた」と聞いたことを記しており、父の死と法然の出家は無関係であるとしている。

### 浄土宗の開宗
承安5年（1175年）43歳の時、善導の『観無量寿経疏』（『観経疏』）によって回心を体験し、専修念仏を奉ずる立場に進んで新たな宗派「浄土宗」を開こうと考え、比叡山を下りて岡崎の小山の地に降り立った。そこで法然は念仏を唱えるとひと眠りした。すると夢の中で紫雲がたなびき、下半身がまるで仏のように金色に輝く善導が表れ、対面を果たした（二祖対面）。これにより、法然はますます浄土宗開宗の意思を強固にした。法然はこの地に草庵・白河禅房（現・金戒光明寺）を設けたが、まもなくして弟弟子である信空の叔父円照がいる西山広谷に足を延ばした。法然は善導の信奉者であった円照と談義をし、この地にも草庵を設けた（現・光明寺の南西の地）が、間もなくして東山の吉水に吉水草庵（吉水中房。現・知恩院御影堂、もしくは現・安養寺）を建てるとそこに移り住んで、念仏の教えを広めることとした。この年が浄土宗の立教開宗の年とされる所以である。法然のもとには延暦寺の官僧であった証空、隆寛、親鸞らが入門するなど次第に勢力を拡げた。
養和元年（1181年）、前年に焼失した東大寺の大勧進職に推挙されるが辞退し、俊乗房重源を推挙した。
文治2年（1186年）、以前に法然と宗論を行ったことがある天台僧の顕真が法然を大原勝林院に招請した。そこで法然は浄土宗義について顕真、明遍、証真、貞慶、智海、重源らと一昼夜にわたって聖浄二門の問答を行った。これを「大原問答」と呼んでいる。念仏すれば誰でも極楽浄土へ往生できることを知った聴衆たちは大変喜び、三日三晩、断えることなく念仏を唱え続けた。なかでも重源は翌日には自らを「南無阿弥陀仏」と号して法然に師事した。
建久元年（1190年）、重源の依頼により再建中の東大寺大仏殿に於いて浄土三部経を講ずる。 建久9年（1198年）、専修念仏の徒となった九条兼実の懇請を受けて『選択本願念仏集』を著した。叙述に際しては弟子たちの力も借りたという。
建仁2年（1202年）には雲居寺の「勝応弥陀院」で、法然は百日参籠したという。
元久元年（1204年）、後白河法皇13回忌法要である「浄土如法経（にょほうきょう）法要」を法皇ゆかりの寺院・長講堂（現、京都市下京区富小路通六条上ル）で営んだ。絵巻『法然上人行状絵図』（国宝）にその法要の場面が描かれている。
法然上人絵伝などでは、法然は夢の中で善導と出会い浄土宗開宗を確信したとされる。これを「二祖対面」と称し、浄土宗では重要な出来事であるとされている。

### 延暦寺奏状・興福寺奏状と承元の法難
元久元年（1204年）、比叡山の僧徒は専修念仏の停止を迫って蜂起したので、法然は『七箇条制誡』を草して門弟190名の署名を添えて延暦寺に送った。しかし、元久2年（1205年）の興福寺奏状の提出が原因のひとつとなって承元元年（1207年）、後鳥羽上皇により念仏停止の断が下された。
念仏停止の断のより直接のきっかけは、奏状の出された年に起こった後鳥羽上皇の熊野詣の留守中に院の女房たちが法然門下で唱導を能くする遵西・住蓮のひらいた東山鹿ヶ谷草庵（京都市左京区）での念仏法会に参加し、さらに出家して尼僧となったという事件であった。
この事件に関連して、女房たちは遵西・住蓮と密通したという噂が流れ、それが上皇の大きな怒りを買ったのである。
法然は還俗させられ、「藤井元彦」を名前として土佐国に流される予定だったが配流途中、九条兼実の庇護により讃岐国への流罪に変更された。なお、親鸞はこのとき越後国に配流とされた。

### 讃岐配流と晩年
讃岐国滞在は10ヶ月と短いものであったが、九条家領地の塩飽諸島本島や西念寺（現・香川県仲多度郡まんのう町）を拠点に、75歳の高齢にもかかわらず讃岐国中に布教の足跡を残し、空海の建てた由緒ある善通寺にも参詣している。法然を偲ぶ法然寺も高松市に所在する。

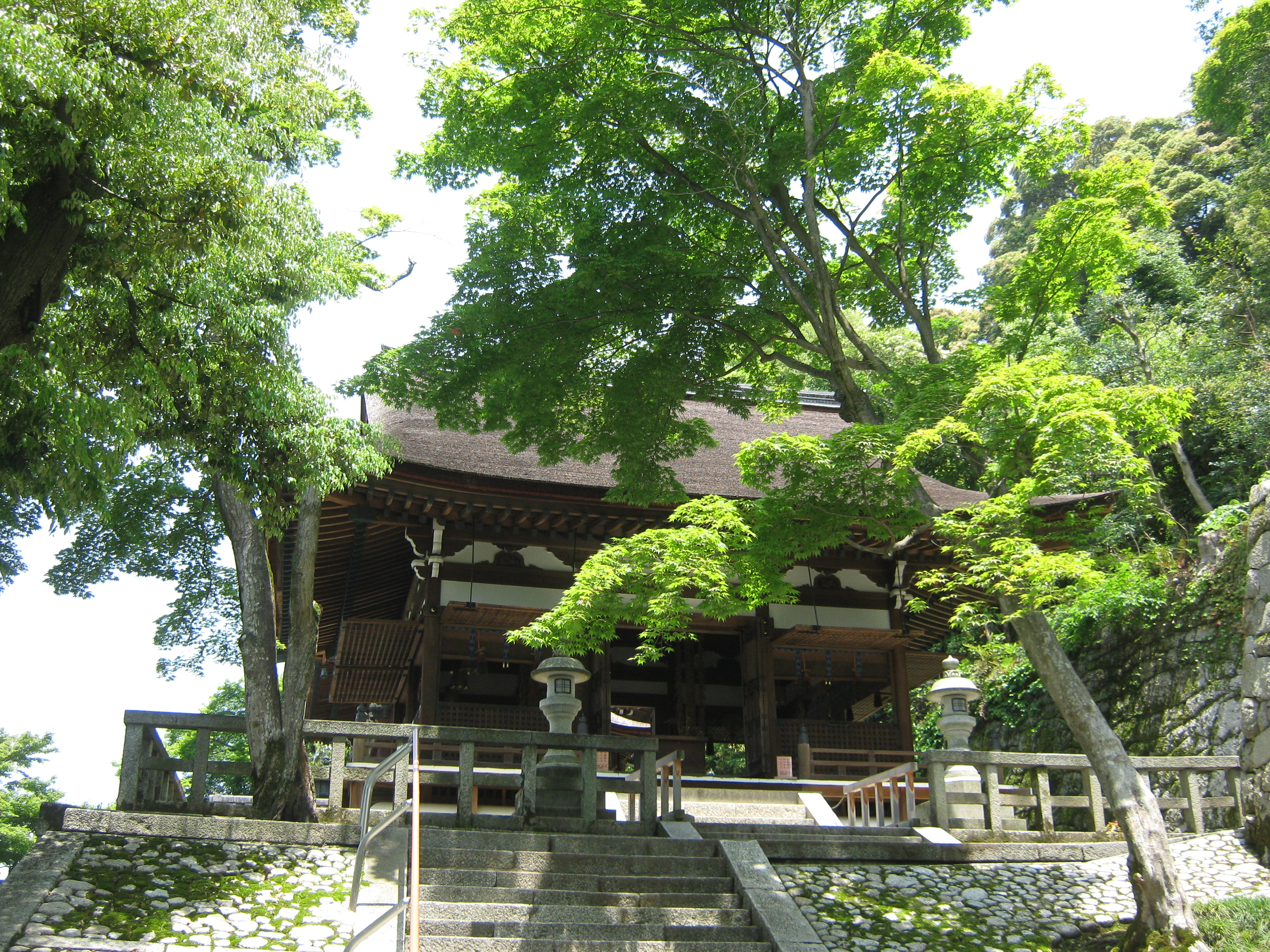
法然上人廟所
（知恩院）

承元元年（1207年）12月に赦免されて讃岐国から戻った法然が摂津国豊島郡（現・箕面市）の勝尾寺に承元4年（1210年）3月21日まで滞在していた記録が残っている。翌年の建暦元年（1211年）には京に帰り、吉水草庵に入ろうとしたが荒れ果てていたため、近くにある大谷禅房（現・知恩院勢至堂）に入っている。
建暦2年（1212年）1月25日、大谷禅房にて死去。享年80（満78歳没）。なお、死の直前の1月23日には弟子の源智の願いに応じて、遺言書『一枚起請文』を記している。廟所は大谷禅房の隣（現・知恩院法然上人御廟）に建てられた。
法然の門下には弁長・源智・信空・隆寛・証空・聖覚・湛空・長西・幸西・道弁・親鸞・蓮生（れんせい、熊谷直実）らがいる。また俗人の帰依者・庇護者としては、公家の式子内親王・九条兼実、関東武士の津戸（つのと）三郎為守・大胡（おおご）四郎隆義・大胡太郎実秀父子宇都宮頼綱などがいる。

### 死後・嘉禄の法難
法然の死後15年目の嘉禄3年（1227年）、天台宗の圧力によって隆寛、幸西、空阿が流罪にされ、僧兵に廟所を破壊される事件が発生した。そのため、信空と覚阿が中心となって蓮生（れんじょう、宇都宮頼綱）、信生、法阿、道弁らと六波羅探題の武士たちが護衛して法然の遺骸を嵯峨の二尊院に移送した。更に証空によって円空がいた太秦の広隆寺境内の来迎院に、更に西山の粟生にいる幸阿の念仏三昧院に運び込んだ。そして、法然の十七回忌でもある安貞2年（1228年）1月25日に信空、証空、覚阿、幸阿、円空らが見守る中で火葬して荼毘に付し、遺骨は知恩院などに分骨された。

## 教義
一般に、法然は善導の『観経疏』（かんぎょうしょ）によって称名念仏による専修念仏を説いたとされている。ここでは顕密の修行のすべてを難行・雑行としてしりぞけ、阿弥陀仏の本願力を堅く信じて「南無阿弥陀仏」と念仏を唱える易行（いぎょう）のみが正行とされた。
法然の教えは都だけではなく、地方の武士や庶民にも広がり、摂関家の九条兼実ら新時代の到来に不安をかかえる中央貴族にも広まった。兼実の求めに応えて、その教義を記した著作が『選択本願念仏集』である。日本仏教史上初めて、一般の女性にひろく布教をおこなったのも法然であり、かれは国家権力との関係を断ちきり、個人の救済に専念する姿勢を示した。
自分を含めて万人の救済を追求した法然は「自力」の仏教を離れ「他力」の仏教に行き着いた。それまでの仏教は万人が「仏」になる方法を示していなかったのであった。ここで言う「仏」とはもちろん死者の意味ではなく、「真理を悟った人」の意味である。仏教の目的は人が「仏」になることにある。
「真理を悟った人」とは、すべての存在を「ありのまま」に見る「智慧」を獲得し、あらゆる人に対し平等の「慈悲」を実践できる人ということができる。法然の心をとらえたのは、このような「智慧」や「慈悲」の獲得が、万人に開かれているのかどうか、という問題であった。
この問題に答えるために、法然が見いだした人間観こそ「凡夫」に他ならない。「凡夫」とは、「煩悩」にとらわれた存在である。片時も欲望から自由であることができない、欲望をコントロールできない存在である。それが普通の人間である。その普通の人間が欲望を持ったまま「仏」となる道が求められねばならない。「凡夫」が「仏」となる教えも仏教にあるはずだ、と法然は考えた。こうして発見されたのが、「阿弥陀仏の本願力によって救われてゆく称名念仏」であり「浄土宗」なのである。

### 専修念仏の提唱
『選択本願念仏集』で法然は、各章ごとに善導や善導の師である道綽のことばを引用してから自らの見解を述べている。法然においては、道綽と善導の考えを受けて、浄土に往生するための行を称名念仏を指す「正」とそれ以外の行の「雑」に分けて正行を行うように説いている。著書内で、時（時間）機（能力）に応じて釈尊の説かれた聖教のなかから自らの機根に合うものを選びとり、行じていく事が本義である事を説いた。加えて、仏教を専修念仏を行う浄土門とそれ以外の行を行う聖道門に分け、浄土門を娑婆世界を厭い極楽往生を願って専修念仏を行う門、聖道門を現世で修行を行い悟りを目指す門と規定している。また、称名念仏は末法の世でも有効な行であることを説いている。
末法の世に生まれた凡夫にとって、聖道門の修行は堪え難く、浄土門に帰し、念仏行を専らにしてゆく事でしか救われる道は望めない。その根拠としては『仏説無量寿経』にある法蔵菩薩の誓願（四十八願の中でも、特に第十八願）を引用して、称名すると往生がかなうということを示し、またその誓願を果たして仏となった阿弥陀仏を十方の諸仏も讃歎しているとある『仏説阿弥陀経』を示し、他の雑行は不要であるとしている。もっとも、法然が浄土門を勧めたのは、自身を含めた凡夫でも確実に往生できる行であったからであって、聖道門とその行によって悟りを得ること自体は困難ではあるが甚だ深いものであるとし、聖道門を排除・否定することはなかった。
また、『無量寿経釈』では、『無量寿経』においては仏土往生のために持戒すべきことが説かれているが、専らに戒行を持していなくても念仏すれば往生が遂げられると主張している。ただし、法然は持戒を排除したのではなく、持戒を実際に行うことは大変難しく、法然自身でもそれを貫くのは困難であると考えていたからこそ、自分も含めた凡夫が往生するためには無理な持戒よりも一心に念仏を唱えるべきであると唱えたのである。それは、『無量寿経釈』においても分際に従って1つでも2つでも持戒をしている者が一心に念仏すれば必ず往生できると唱えていることからも分かる。なお、法然自身による自分の持戒は不十分であるとする自覚とは反対に世間では法然を清浄持戒の人物と評価されていた。九条兼実が娘の任子の受戒のための戒師を決める際に、法然が戒律のことを良く知っている僧侶であるとして彼を招聘している（『玉葉』建久2年9月29日条）。

### 三心の信心
法然の称名念仏の考えにおいて、よくみられるのが「三心」である。これは『仏説観無量寿経』に説かれていて、『選択集』・『黒谷上人語灯録』にもみられる語である。「三心」とは「至誠心」（偽りのない心）・「深心」（深く信ずる心）・「廻向発願心」（願往生心）のことである。
至誠（しじょう）心
真実の心のこと。真実というのは、心空しくして外見をとりつくろう心のないこと。
深（じん）心
疑いなく深く信じること。何を深く信じるかといえば、もろもろの煩悩にとりかこまれ、たくさんの罪をつくってこれという善根のない凡夫であっても、阿弥陀仏の大悲を仰ぎ、その名号をとなえて、思い立ってから臨終のときにいたるまで休みなく、或いは十声一声しかとなえることができなかったとしても、多くとなえても少なくしかとなえることができなかったとしても、弥陀の名号をとなえる人はかならず往生すると信じて、たとえ一度しかとなえなかったとしても、その往生を疑わない心を深心という。
廻向（えこう）発願心
自分が修めた行いをひたすら極楽にふりむけて、往生したいと願う心のこと。
三心は念仏者の心得るべき根幹をなすもので、大切なものとされている。三心を身につけることについては、『一枚起請文』にて、「ただし三心四修と申すことの候うは、皆決定（けつじょう）して南無阿弥陀仏にて往生するぞと思ううちにこもり候なり」と述べ、専修念仏を行うことで身に備わるものであるとしている。
このように法然の教えは、三心の信心にもあるとおり、我々人は凡夫であるということをまず認識してその上で、阿弥陀仏の大悲を仰ぎ、称名念仏の行に生涯打ち込むべきだとしている。
一方、日本中世の体制仏教を顕密体制ととらえる歴史学の立場から、法然の専修念仏思想は、称名念仏を末代の唯一の往生行ととらえ、衆生の平等性を主張し、称名念仏しかできない民衆に威厳を与えるものであったする見解もある。

## 法脈と弟子
| 法然 | 法然 | 法然 | 法然 | 法然 | 法然 |  |  | 証空〈西山義〉   | 証空〈西山義〉   | 証空〈西山義〉   | 証空〈西山義〉   | 証空〈西山義〉   | 証空〈西山義〉   |  |  | 浄音〈西谷流〉 | 浄音〈西谷流〉 | 浄音〈西谷流〉 | 浄音〈西谷流〉 | 浄音〈西谷流〉 | 浄音〈西谷流〉 |  |  |                |                |                |                |                |                |          |          | 【西山浄土宗】【浄土宗西山禅林寺派】 | 【西山浄土宗】【浄土宗西山禅林寺派】 | 【西山浄土宗】【浄土宗西山禅林寺派】 | 【西山浄土宗】【浄土宗西山禅林寺派】 | 【西山浄土宗】【浄土宗西山禅林寺派】 | 【西山浄土宗】【浄土宗西山禅林寺派】 |  |  |  |  |  |  |
| 法然 | 法然 | 法然 | 法然 | 法然 | 法然 |  |  | 証空〈西山義〉   | 証空〈西山義〉   | 証空〈西山義〉   | 証空〈西山義〉   | 証空〈西山義〉   | 証空〈西山義〉   |  |  | 浄音〈西谷流〉 | 浄音〈西谷流〉 | 浄音〈西谷流〉 | 浄音〈西谷流〉 | 浄音〈西谷流〉 | 浄音〈西谷流〉 |  |  |                |                |                |                |                |                |          |          | 【西山浄土宗】【浄土宗西山禅林寺派】 | 【西山浄土宗】【浄土宗西山禅林寺派】 | 【西山浄土宗】【浄土宗西山禅林寺派】 | 【西山浄土宗】【浄土宗西山禅林寺派】 | 【西山浄土宗】【浄土宗西山禅林寺派】 | 【西山浄土宗】【浄土宗西山禅林寺派】 |  |  |  |  |  |  |
|      |      |      |      |      |      |  |  |                  |                  |                  |                  |                  |                  |  |  |                |                |                |                |                |                |  |  | 了音〈六角流〉 | 了音〈六角流〉 | 了音〈六角流〉 | 了音〈六角流〉 | 了音〈六角流〉 | 了音〈六角流〉 | （衰退） | （衰退） | （衰退）                             | （衰退）                             | （衰退）                             | （衰退）                             |                                      |                                      |  |  |  |  |  |  |
|      |      |      |      |      |      |  |  |                  |                  |                  |                  |                  |                  |  |  |                |                |                |                |                |                |  |  | 了音〈六角流〉 | 了音〈六角流〉 | 了音〈六角流〉 | 了音〈六角流〉 | 了音〈六角流〉 | 了音〈六角流〉 | （衰退） | （衰退） | （衰退）                             | （衰退）                             | （衰退）                             | （衰退）                             |                                      |                                      |  |  |  |  |  |  |
|      |      |      |      |      |      |  |  |                  |                  |                  |                  |                  |                  |  |  | 立信〈深草流〉 | 立信〈深草流〉 | 立信〈深草流〉 | 立信〈深草流〉 | 立信〈深草流〉 | 立信〈深草流〉 |  |  |                |                |                |                |                |                |          |          | 【浄土宗西山深草派】                 | 【浄土宗西山深草派】                 | 【浄土宗西山深草派】                 | 【浄土宗西山深草派】                 | 【浄土宗西山深草派】                 | 【浄土宗西山深草派】                 |  |  |  |  |  |  |
|      |      |      |      |      |      |  |  |                  |                  |                  |                  |                  |                  |  |  | 立信〈深草流〉 | 立信〈深草流〉 | 立信〈深草流〉 | 立信〈深草流〉 | 立信〈深草流〉 | 立信〈深草流〉 |  |  |                |                |                |                |                |                |          |          | 【浄土宗西山深草派】                 | 【浄土宗西山深草派】                 | 【浄土宗西山深草派】                 | 【浄土宗西山深草派】                 | 【浄土宗西山深草派】                 | 【浄土宗西山深草派】                 |  |  |  |  |  |  |
|      |      |      |      |      |      |  |  |                  |                  |                  |                  |                  |                  |  |  | 証入〈東山流〉 | 証入〈東山流〉 | 証入〈東山流〉 | 証入〈東山流〉 | 証入〈東山流〉 | 証入〈東山流〉 |  |  | （衰退）       | （衰退）       | （衰退）       | （衰退）       | （衰退）       | （衰退）       |          |          |                                      |                                      |                                      |                                      |                                      |                                      |  |  |  |  |  |  |
|      |      |      |      |      |      |  |  |                  |                  |                  |                  |                  |                  |  |  | 証入〈東山流〉 | 証入〈東山流〉 | 証入〈東山流〉 | 証入〈東山流〉 | 証入〈東山流〉 | 証入〈東山流〉 |  |  | （衰退）       | （衰退）       | （衰退）       | （衰退）       | （衰退）       | （衰退）       |          |          |                                      |                                      |                                      |                                      |                                      |                                      |  |  |  |  |  |  |
|      |      |      |      |      |      |  |  |                  |                  |                  |                  |                  |                  |  |  | 道観〈嵯峨流〉 | 道観〈嵯峨流〉 | 道観〈嵯峨流〉 | 道観〈嵯峨流〉 | 道観〈嵯峨流〉 | 道観〈嵯峨流〉 |  |  | （衰退）       | （衰退）       | （衰退）       | （衰退）       | （衰退）       | （衰退）       |          |          |                                      |                                      |                                      |                                      |                                      |                                      |  |  |  |  |  |  |
|      |      |      |      |      |      |  |  |                  |                  |                  |                  |                  |                  |  |  | 道観〈嵯峨流〉 | 道観〈嵯峨流〉 | 道観〈嵯峨流〉 | 道観〈嵯峨流〉 | 道観〈嵯峨流〉 | 道観〈嵯峨流〉 |  |  | （衰退）       | （衰退）       | （衰退）       | （衰退）       | （衰退）       | （衰退）       |          |          |                                      |                                      |                                      |                                      |                                      |                                      |  |  |  |  |  |  |
|      |      |      |      |      |      |  |  |                  |                  |                  |                  |                  |                  |  |  | 遊観〈嵯峨流〉 | 遊観〈嵯峨流〉 | 遊観〈嵯峨流〉 | 遊観〈嵯峨流〉 | 遊観〈嵯峨流〉 | 遊観〈嵯峨流〉 |  |  | 示導〈本山流〉 | 示導〈本山流〉 | 示導〈本山流〉 | 示導〈本山流〉 | 示導〈本山流〉 | 示導〈本山流〉 | （衰退） | （衰退） | （衰退）                             | （衰退）                             | （衰退）                             | （衰退）                             |                                      |                                      |  |  |  |  |  |  |
|      |      |      |      |      |      |  |  |                  |                  |                  |                  |                  |                  |  |  | 遊観〈嵯峨流〉 | 遊観〈嵯峨流〉 | 遊観〈嵯峨流〉 | 遊観〈嵯峨流〉 | 遊観〈嵯峨流〉 | 遊観〈嵯峨流〉 |  |  | 示導〈本山流〉 | 示導〈本山流〉 | 示導〈本山流〉 | 示導〈本山流〉 | 示導〈本山流〉 | 示導〈本山流〉 | （衰退） | （衰退） | （衰退）                             | （衰退）                             | （衰退）                             | （衰退）                             |                                      |                                      |  |  |  |  |  |  |
|      |      |      |      |      |      |  |  |                  |                  |                  |                  |                  |                  |  |  | 聖達〈嵯峨流〉 | 聖達〈嵯峨流〉 | 聖達〈嵯峨流〉 | 聖達〈嵯峨流〉 | 聖達〈嵯峨流〉 | 聖達〈嵯峨流〉 |  |  | 一遍【時宗】   | 一遍【時宗】   | 一遍【時宗】   | 一遍【時宗】   | 一遍【時宗】   | 一遍【時宗】   |          |          |                                      |                                      |                                      |                                      |                                      |                                      |  |  |  |  |  |  |
|      |      |      |      |      |      |  |  |                  |                  |                  |                  |                  |                  |  |  | 聖達〈嵯峨流〉 | 聖達〈嵯峨流〉 | 聖達〈嵯峨流〉 | 聖達〈嵯峨流〉 | 聖達〈嵯峨流〉 | 聖達〈嵯峨流〉 |  |  | 一遍【時宗】   | 一遍【時宗】   | 一遍【時宗】   | 一遍【時宗】   | 一遍【時宗】   | 一遍【時宗】   |          |          |                                      |                                      |                                      |                                      |                                      |                                      |  |  |  |  |  |  |
|      |      |      |      |      |      |  |  | 弁長〈鎮西義〉   | 弁長〈鎮西義〉   | 弁長〈鎮西義〉   | 弁長〈鎮西義〉   | 弁長〈鎮西義〉   | 弁長〈鎮西義〉   |  |  | 良忠───        | 良忠───        | 良忠───        | 良忠───        | 良忠───        | 良忠───        |  |  | 良暁〈白旗派〉 | 良暁〈白旗派〉 | 良暁〈白旗派〉 | 良暁〈白旗派〉 | 良暁〈白旗派〉 | 良暁〈白旗派〉 |          |          | 【浄土宗】                           | 【浄土宗】                           | 【浄土宗】                           | 【浄土宗】                           | 【浄土宗】                           | 【浄土宗】                           |  |  |  |  |  |  |
|      |      |      |      |      |      |  |  | 弁長〈鎮西義〉   | 弁長〈鎮西義〉   | 弁長〈鎮西義〉   | 弁長〈鎮西義〉   | 弁長〈鎮西義〉   | 弁長〈鎮西義〉   |  |  | 良忠───        | 良忠───        | 良忠───        | 良忠───        | 良忠───        | 良忠───        |  |  | 良暁〈白旗派〉 | 良暁〈白旗派〉 | 良暁〈白旗派〉 | 良暁〈白旗派〉 | 良暁〈白旗派〉 | 良暁〈白旗派〉 |          |          | 【浄土宗】                           | 【浄土宗】                           | 【浄土宗】                           | 【浄土宗】                           | 【浄土宗】                           | 【浄土宗】                           |  |  |  |  |  |  |
|      |      |      |      |      |      |  |  |                  |                  |                  |                  |                  |                  |  |  |                |                |                |                |                |                |  |  | 性心〈藤田派〉 |                |                |                |                |                |          |          |                                      |                                      |                                      |                                      |                                      |                                      |  |  |  |  |  |  |
|      |      |      |      |      |      |  |  |                  |                  |                  |                  |                  |                  |  |  |                |                |                |                |                |                |  |  |                |                |                |                |                |                |          |          |                                      |                                      |                                      |                                      |                                      |                                      |  |  |  |  |  |  |
|      |      |      |      |      |      |  |  |                  |                  |                  |                  |                  |                  |  |  |                |                |                |                |                |                |  |  | 尊観〈名越派〉 | 尊観〈名越派〉 | 尊観〈名越派〉 | 尊観〈名越派〉 | 尊観〈名越派〉 | 尊観〈名越派〉 |          |          | 白旗派に吸収                         | 白旗派に吸収                         | 白旗派に吸収                         | 白旗派に吸収                         | 白旗派に吸収                         | 白旗派に吸収                         |  |  |  |  |  |  |
|      |      |      |      |      |      |  |  |                  |                  |                  |                  |                  |                  |  |  |                |                |                |                |                |                |  |  | 尊観〈名越派〉 | 尊観〈名越派〉 | 尊観〈名越派〉 | 尊観〈名越派〉 | 尊観〈名越派〉 | 尊観〈名越派〉 |          |          | 白旗派に吸収                         | 白旗派に吸収                         | 白旗派に吸収                         | 白旗派に吸収                         | 白旗派に吸収                         | 白旗派に吸収                         |  |  |  |  |  |  |
|      |      |      |      |      |      |  |  |                  |                  |                  |                  |                  |                  |  |  |                |                |                |                |                |                |  |  | 然空〈一条派〉 |                |                |                |                |                |          |          |                                      |                                      |                                      |                                      |                                      |                                      |  |  |  |  |  |  |
|      |      |      |      |      |      |  |  |                  |                  |                  |                  |                  |                  |  |  |                |                |                |                |                |                |  |  |                |                |                |                |                |                |          |          |                                      |                                      |                                      |                                      |                                      |                                      |  |  |  |  |  |  |
|      |      |      |      |      |      |  |  |                  |                  |                  |                  |                  |                  |  |  |                |                |                |                |                |                |  |  | 慈心〈木幡派〉 |                |                |                |                |                |          |          |                                      |                                      |                                      |                                      |                                      |                                      |  |  |  |  |  |  |
|      |      |      |      |      |      |  |  |                  |                  |                  |                  |                  |                  |  |  |                |                |                |                |                |                |  |  |                |                |                |                |                |                |          |          |                                      |                                      |                                      |                                      |                                      |                                      |  |  |  |  |  |  |
|      |      |      |      |      |      |  |  |                  |                  |                  |                  |                  |                  |  |  |                |                |                |                |                |                |  |  | 道光〈三条派〉 | 道光〈三条派〉 | 道光〈三条派〉 | 道光〈三条派〉 | 道光〈三条派〉 | 道光〈三条派〉 | （衰退） | （衰退） | （衰退）                             | （衰退）                             | （衰退）                             | （衰退）                             |                                      |                                      |  |  |  |  |  |  |
|      |      |      |      |      |      |  |  |                  |                  |                  |                  |                  |                  |  |  |                |                |                |                |                |                |  |  | 道光〈三条派〉 | 道光〈三条派〉 | 道光〈三条派〉 | 道光〈三条派〉 | 道光〈三条派〉 | 道光〈三条派〉 | （衰退） | （衰退） | （衰退）                             | （衰退）                             | （衰退）                             | （衰退）                             |                                      |                                      |  |  |  |  |  |  |
|      |      |      |      |      |      |  |  |                  |                  |                  |                  |                  |                  |  |  |                |                |                |                |                |                |  |  | 一向〈一向宗〉 | 一向〈一向宗〉 | 一向〈一向宗〉 | 一向〈一向宗〉 | 一向〈一向宗〉 | 一向〈一向宗〉 |          |          | 浄土宗〈鎮西義〉に吸収               | 浄土宗〈鎮西義〉に吸収               | 浄土宗〈鎮西義〉に吸収               | 浄土宗〈鎮西義〉に吸収               | 浄土宗〈鎮西義〉に吸収               | 浄土宗〈鎮西義〉に吸収               |  |  |  |  |  |  |
|      |      |      |      |      |      |  |  |                  |                  |                  |                  |                  |                  |  |  |                |                |                |                |                |                |  |  | 一向〈一向宗〉 | 一向〈一向宗〉 | 一向〈一向宗〉 | 一向〈一向宗〉 | 一向〈一向宗〉 | 一向〈一向宗〉 |          |          | 浄土宗〈鎮西義〉に吸収               | 浄土宗〈鎮西義〉に吸収               | 浄土宗〈鎮西義〉に吸収               | 浄土宗〈鎮西義〉に吸収               | 浄土宗〈鎮西義〉に吸収               | 浄土宗〈鎮西義〉に吸収               |  |  |  |  |  |  |
|      |      |      |      |      |      |  |  | 親鸞〈真宗義〉   | 親鸞〈真宗義〉   | 親鸞〈真宗義〉   | 親鸞〈真宗義〉   | 親鸞〈真宗義〉   | 親鸞〈真宗義〉   |  |  |                |                |                |                |                |                |  |  |                |                |                |                |                |                |          |          | 【浄土真宗】                         | 【浄土真宗】                         | 【浄土真宗】                         | 【浄土真宗】                         | 【浄土真宗】                         | 【浄土真宗】                         |  |  |  |  |  |  |
|      |      |      |      |      |      |  |  |                  | 親鸞〈真宗義〉   | 親鸞〈真宗義〉   | 親鸞〈真宗義〉   | 親鸞〈真宗義〉   | 親鸞〈真宗義〉   |  |  |                |                |                |                |                |                |  |  |                |                |                |                |                |                |          |          | 【浄土真宗】                         | 【浄土真宗】                         | 【浄土真宗】                         | 【浄土真宗】                         | 【浄土真宗】                         | 【浄土真宗】                         |  |  |  |  |  |  |
|      |      |      |      |      |      |  |  | 隆寛〈多念義〉   | 隆寛〈多念義〉   | 隆寛〈多念義〉   | 隆寛〈多念義〉   | 隆寛〈多念義〉   | 隆寛〈多念義〉   |  |  | （衰退）       | （衰退）       | （衰退）       | （衰退）       | （衰退）       | （衰退）       |  |  |                |                |                |                |                |                |          |          |                                      |                                      |                                      |                                      |                                      |                                      |  |  |  |  |  |  |
|      |      |      |      |      |      |  |  | 隆寛〈多念義〉   | 隆寛〈多念義〉   | 隆寛〈多念義〉   | 隆寛〈多念義〉   | 隆寛〈多念義〉   | 隆寛〈多念義〉   |  |  | （衰退）       | （衰退）       | （衰退）       | （衰退）       | （衰退）       | （衰退）       |  |  |                |                |                |                |                |                |          |          |                                      |                                      |                                      |                                      |                                      |                                      |  |  |  |  |  |  |
|      |      |      |      |      |      |  |  | 幸西〈一念義〉   | 幸西〈一念義〉   | 幸西〈一念義〉   | 幸西〈一念義〉   | 幸西〈一念義〉   | 幸西〈一念義〉   |  |  | （衰退）       | （衰退）       | （衰退）       | （衰退）       | （衰退）       | （衰退）       |  |  |                |                |                |                |                |                |          |          |                                      |                                      |                                      |                                      |                                      |                                      |  |  |  |  |  |  |
|      |      |      |      |      |      |  |  | 幸西〈一念義〉   | 幸西〈一念義〉   | 幸西〈一念義〉   | 幸西〈一念義〉   | 幸西〈一念義〉   | 幸西〈一念義〉   |  |  | （衰退）       | （衰退）       | （衰退）       | （衰退）       | （衰退）       | （衰退）       |  |  |                |                |                |                |                |                |          |          |                                      |                                      |                                      |                                      |                                      |                                      |  |  |  |  |  |  |
|      |      |      |      |      |      |  |  | 長西〈九品寺流〉 | 長西〈九品寺流〉 | 長西〈九品寺流〉 | 長西〈九品寺流〉 | 長西〈九品寺流〉 | 長西〈九品寺流〉 |  |  | （衰退）       | （衰退）       | （衰退）       | （衰退）       | （衰退）       | （衰退）       |  |  |                |                |                |                |                |                |          |          |                                      |                                      |                                      |                                      |                                      |                                      |  |  |  |  |  |  |
|      |      |      |      |      |      |  |  | 長西〈九品寺流〉 | 長西〈九品寺流〉 | 長西〈九品寺流〉 | 長西〈九品寺流〉 | 長西〈九品寺流〉 | 長西〈九品寺流〉 |  |  | （衰退）       | （衰退）       | （衰退）       | （衰退）       | （衰退）       | （衰退）       |  |  |                |                |                |                |                |                |          |          |                                      |                                      |                                      |                                      |                                      |                                      |  |  |  |  |  |  |
|      |      |      |      |      |      |  |  | 源智〈紫野門徒〉 | 源智〈紫野門徒〉 | 源智〈紫野門徒〉 | 源智〈紫野門徒〉 | 源智〈紫野門徒〉 | 源智〈紫野門徒〉 |  |  |                |                |                |                |                |                |  |  |                |                |                |                |                |                |          |          | 浄土宗〈鎮西義〉に吸収               | 浄土宗〈鎮西義〉に吸収               | 浄土宗〈鎮西義〉に吸収               | 浄土宗〈鎮西義〉に吸収               | 浄土宗〈鎮西義〉に吸収               | 浄土宗〈鎮西義〉に吸収               |  |  |  |  |  |  |
|      |      |      |      |      |      |  |  |                  | 源智〈紫野門徒〉 | 源智〈紫野門徒〉 | 源智〈紫野門徒〉 | 源智〈紫野門徒〉 | 源智〈紫野門徒〉 |  |  |                |                |                |                |                |                |  |  |                |                |                |                |                |                |          |          | 浄土宗〈鎮西義〉に吸収               | 浄土宗〈鎮西義〉に吸収               | 浄土宗〈鎮西義〉に吸収               | 浄土宗〈鎮西義〉に吸収               | 浄土宗〈鎮西義〉に吸収               | 浄土宗〈鎮西義〉に吸収               |  |  |  |  |  |  |
|      |      |      |      |      |      |  |  | 信空〈白川門徒〉 | 信空〈白川門徒〉 | 信空〈白川門徒〉 | 信空〈白川門徒〉 | 信空〈白川門徒〉 | 信空〈白川門徒〉 |  |  |                |                |                |                |                |                |  |  |                |                |                |                |                |                |          |          | 浄土宗〈鎮西義〉に吸収               | 浄土宗〈鎮西義〉に吸収               | 浄土宗〈鎮西義〉に吸収               | 浄土宗〈鎮西義〉に吸収               | 浄土宗〈鎮西義〉に吸収               | 浄土宗〈鎮西義〉に吸収               |  |  |  |  |  |  |
|      |      |      |      |      |      |  |  |                  | 信空〈白川門徒〉 | 信空〈白川門徒〉 | 信空〈白川門徒〉 | 信空〈白川門徒〉 | 信空〈白川門徒〉 |  |  |                |                |                |                |                |                |  |  |                |                |                |                |                |                |          |          | 浄土宗〈鎮西義〉に吸収               | 浄土宗〈鎮西義〉に吸収               | 浄土宗〈鎮西義〉に吸収               | 浄土宗〈鎮西義〉に吸収               | 浄土宗〈鎮西義〉に吸収               | 浄土宗〈鎮西義〉に吸収               |  |  |  |  |  |  |
|      |      |      |      |      |      |  |  | 湛空〈嵯峨門徒〉 | 湛空〈嵯峨門徒〉 | 湛空〈嵯峨門徒〉 | 湛空〈嵯峨門徒〉 | 湛空〈嵯峨門徒〉 | 湛空〈嵯峨門徒〉 |  |  |                |                |                |                |                |                |  |  |                |                |                |                |                |                |          |          | 浄土宗〈鎮西義〉に吸収               | 浄土宗〈鎮西義〉に吸収               | 浄土宗〈鎮西義〉に吸収               | 浄土宗〈鎮西義〉に吸収               | 浄土宗〈鎮西義〉に吸収               | 浄土宗〈鎮西義〉に吸収               |  |  |  |  |  |  |
|      |      |      |      |      |      |  |  | 湛空〈嵯峨門徒〉 | 湛空〈嵯峨門徒〉 | 湛空〈嵯峨門徒〉 | 湛空〈嵯峨門徒〉 | 湛空〈嵯峨門徒〉 | 湛空〈嵯峨門徒〉 |  |  |                |                |                |                |                |                |  |  |                |                |                |                |                |                |          |          | 浄土宗〈鎮西義〉に吸収               | 浄土宗〈鎮西義〉に吸収               | 浄土宗〈鎮西義〉に吸収               | 浄土宗〈鎮西義〉に吸収               | 浄土宗〈鎮西義〉に吸収               | 浄土宗〈鎮西義〉に吸収               |  |  |  |  |  |  |

## 著作
- 『黒谷上人語灯録』 - （和語灯録・漢語灯録）
- 『西方指南抄』
- 『選択本願念仏集』（『選択念仏集』・『選択集』）
- 『十二箇條問答』
- 『十二問答』
- 『一枚起請文』 - 遺言
- 『法然の手紙　愛といたわりの言葉』 - 書簡集（現代語訳、石丸晶子編訳、人文書院。ISBN 4409490036。）

## 逸話

### 菩提寺の大イチョウ
法然が9歳の時に、生家のある久米南町から菩提寺（岡山県勝田郡奈義町）へ向かう道中にふもとにある阿弥陀堂のイチョウの枝を杖にして登り、この枝を「学成れば根付けよ」と境内に挿したものが、現在の菩提寺の大イチョウになったと言われており、この大イチョウは国の天然記念物に指定されている。

平成25年にこれらの樹木のDNA鑑定を行い、同じイチョウであると立証されたが、菩提寺イチョウの方が阿弥陀堂のイチョウより樹齢は古いとされている